# بیمه ملت
بیمه ملت یکی از ۳۰ شرکت فعالِ صنعت بیمه در ایران و یکی از ۲۱ شرکت بیمه خصوصی در ایران است. این شرکت در سال ۱۳۸۲ فعالیت خود را آغاز کرد. و در سال‌های اخیر رکورد دار توانگرترین شرکت بیمه ایرانی بوده است.

## سرمایه اولیه
سرمایه اولیه شرکت در زمان تأسیس، ۲۰۰ میلیارد ریال بود و در حال حاضر، بر اساس تصمیمات مجمع عمومی فوق‌العاده مورخ ۲۲ دی ۱۳۹۵ و صورت‌جلسه هیئت‌مدیره مورخ ۱۹ شهریور ۱۳۹۵ و تأییدیه شماره ۹۵/۶۰۲/۴۶۰۰۷ مورخ ۲۱ آذر ۱۳۹۵ بیمه مرکزی، به مبلغ ۲۸۵۰ میلیارد ریال رسیده است.
شرکت گروه مديريت ارزش سرمايه صندوق بازنشستگی کشوری بزرگترین سهامدار بیمه ملت (با در اختیار داشتن ۱۹.۵۳ درصد از کل سهام این شرکت) است. بیمه ملت طبق اعلام بیمه مرکزی جمهوری اسلامی ایران در سال ۱۳۹۷ نیز در سطح یک توانگری مالی قرار گرفته و رکورد تثبیت نسبت توانگری مالی را در ۷ سال متوالی در صنعت بیمه از آن خود کرده است.

## تاریخچه
شرکت بیمه ملت (سهامی عام) در تاریخ ۱۲ آبان ۱۳۸۲ با شماره ۲۱۱۲۳۰ و شناسه ملی ۱۰۱۰۲۵۲۶۹۵۱ در اداره ثبت شرکت‌ها و مؤسسات غیرتجاری تهران به ثبت رسید و در تاریخ ۴ آذرماه ۱۳۸۲ با مجوز شماره ۲۳۸۶۳ بیمــه مرکزی جمهوری اسلامی ایـران، تـأسیس شـد.

### سرمایه اولیه
سرمایه اولیه شرکت در زمان تاسیس، ۲۰۰ میلیارد ریال بود و در حال حاضر، بر اساس تصمیمات مجمع عمومی فوق‌العاده مورخ ۲۲ دی ماه ۱۳۹۵ و صورت‌جلسه هیئت‌مدیره مورخ ۱۹ شهریور ۱۳۹۵ و تأییدیه شماره ۹۵/۶۰۲/۴۶۰۰۷ مورخ ۲۱ شهریور ۱۳۹۵ بیمه مرکزی، به مبلغ ۲۸۵۰ میلیارد ریال رسیده است. همچنین در مجمع عمومی فوق العاده مورخ ۳ خرداد ماه ۱۴۰۰ افزایش سرمایه شرکت به مبلغ ۳۰٬۶۵۷ میلیارد ریال تصویب و در تاریخ ۲۸ تیرماه ۱۴۰۰ در اداره ثبت شرکت‌ها به ثبت رسید.
این شرکت در طول دوران فعالیت خود با انعقاد قراردادهایی در صنایع مختلف، نقش مهمی در پشتیبانی از فعالیت‌های تولیدی و اشتغال‌زا در ایران داشته باشد. بیمه‌ملت برای نهمین سال متوالی، موفق به کسب بالاترین رتبه توانگری در بین شرکت‌های بیمه داخلی ایران بر اساس گزارش رسمی بیمه مرکزی شد. بیمه ملت منطبق با راهبرد بیمه مرکزی برای توسعه بیمه‌های زندگی و با ارائه محصولات متنوع بیمه عمر برای خانواده‌های ایرانی، توانسته تعداد زیادی از دانش‌آموزان، زنان خانه‌دار و اقشار مختلف را تحت پوشش بیمه‌های زندگی قرار دهد.

## موضوع فعالیت شرکت بیمه ملت
انجام عملیات بیمه‌ای مستقیم در انواع رشته‌های بیمه زندگی و غیر زندگی بر اساس پروانه فعالیت صادره از سوی بیمه مرکزی
قبول بیمه‌های اتکایی از موسسات بیمه داخلی، منطقه‌ای و بین‌المللی به صورت متقابل و در محدوده مورد تأیید بیمه مرکزی
سرمایه‌گذاری از محل سرمایه، ذخایر و اندوخته‌های فنی و قانونی در چارچوب ضوابط مصوب شورای‌عالی بیمه

## سهامداران عمده
پنج سهامدار عمده بیمه ملت، شامل «شرکت مدیریت ارزش سرمایه صندوق بازنشستگی با ۱۹٫۵۳۵ درصد گروه بهمن با ۱۶٫۹۱۳ درصد، سرمایه گذاری صبا تامین با ۹٫۵۷۹ درصد، موسسه صندوق بيمه اجتماعی روستایيان و عشاير با ۷٫۰۸۹ درصد و شرکت کیامهستان با ۶٫۸۶۳ درصد» است که سهامداران عمده‌ی شرکت بیمه ملت را تشکیل می‌دهند.

## شعب
شرکت بیمه ملت در ۲۰ شهر از شهرهای ایران شعبه‌های ویژه برای ارائهٔ خدمات دارد.

## سبا ملت
خدمات الکترونیکی، موبایل بیمه، اینترنت بیمه، تلفن بیمه، پیامک بیمه و کارت اعتباری از خدمات بخش سبا ملت به حساب می‌آید.

## همکاری پژوهشی
بیمه ملت در خصوص موضوعات مرتبط با حوزه فعالیت، همکاری‌های پژوهشی نیز انجام می‌دهد. ازجمله پژوهشی در این خصوص که آیا بین نقش میانجی عواملی از قبیل ارزش رابطه، کیفیت رابطه و مشتری مداری در رابطه با مسئولیت اجتماعی سازمان و نوآوری خدمات و وفاداری مشتریان شعب بیمه ملت استان گیلان ارتباط مثبت و معناداری وجود دارد؟

## فعالیت پرخطر
بیمه ملت ظی پیامی نوشته است که اگر شما هر فعالیتی دارید و به واسطه آن فعالیت خطری را ایجاد می‌کنید، نسبت به آن خطر ایجاد شده در قبال دیگران دارای مسئولیت هستید، پس پیشنهاد این بیمه را جدی بگیرید. بیمه‌نامه مسئولیت مدنی کارفرما در قبال کارکنان، بیمه‌نامه مسئولیت مدنی تولیدکنندگان کالا در قبال استفاده‌کنندگان، بیمه‌نامه مسئولیت مدنی حرفه‌ای و بیمه‌نامه مسئولیت مدنی عمومی ازجمله بیمه‌هایی برای حمایت از کارکنان است.

## حوزه فعالیت
زمینه‌های فعالیت این شرکت عبارت‌اند از:
- صدور انواع بیمه نامه‌ها
- قبولی بیمه اتکایی
- آموزش
- صدور بیمه نامه مشترک با همکاری شرکت‌های بزرگ بین‌المللی بیمه
- بیمه الکترونیک
- ارزیابی و مدیریت ریسک
- ارزیابی خسارت

مزیت‌های رقابتی بیمه ملت
- کسب بالاترین سطح توانگری مالی در بین شرکت‌های بیمه در ۷ سال متوالی
- دارای شبکه فروش گسترده (شعب و نمایندگی‌های فعال) در سراسر کشور
- بهره‌گیری از پیشرفته‌ترین فناوری اطلاعات برای تسهیل ارتباط با بیمه‌گزاران از طریق راه‌اندازی اینترنت‌بیمه، تلفن بیمه و اپلیکیشن بیمه ملت
- سازمانی یادگیرنده؛ با دانش، تجربه و نیروهای انسانی کارآمد
- اخذ گواهی‌نامه ISO9001:2015 و مجموعه گواهینامه‌های بین‌المللی ایزو در حوزه‌های مختلف رعایت حقوق مشتریان
- دارای مجوز قبولی اتکایی از بیمه مرکزی
- پذیرش در بازار اول بورس اوراق بهادار تهران
- دارای متنوع‌ترین  و بهترین محصولات بیمه زندگی منجمله:

-بیمه سپرده زندگی
- بیمه تحصیل فرزندان
- بیمه مستمری بانوان
- بیمه مستمری
دارای متنوع‌ترین محصولات بیمه‌های زندگی با طرح‌های بیمه ایی انحصاری
همچون:
بیمه سپرده زندگی
بیمه تحصیل فرزندان
بیمه مستمری
بیمه مستمری بانوان
بیمه زندگی جوانان و بیمه زندگی و بازنشستگی تکمیلی کارکنان

## انواع بیمه
بیمه زندگی، بیمه اتومبیل، بیمه مسئولیت، بیمه باربری، بیمه کشتی، بیمه هواپیما، بیمه مهندسی، بیمه عمر و حوادث، بیمه بدنه موتور سیکلت، بیمه آتش سوزی، بیمه اشخاص، بیمه اتکایی، بیمه مستمری زنان خانه دار، بیمه تحصیل فرزندان، بیمه زندگی و بازنشستگی تکمیلی کارکنان، کارت هدیه بیمه حوادث و بیمه همراه ملت از جمله انواع بیمه‌ی ملت به حساب می‌آیند.

## اپلیکیشن برای بازنشستگان
این بیمه با هدف ارائه خدمات نوین و تسهیل امور درمانی بازنشستگان صندوق بازنشستگی کشوری، اپلیکیشن درمان شرکت بیمه ملت را در دسترس تمامی بازنشستگان این صندوق قرار داد.

## رشد و جهش
بیمه ملت در دو ماهه نخست سال ۱۴۰۳ با جهش ۸۰ درصدی حق بیمه صادره و کاهش نسبت خسارت به زیر ۳۲ درصد به عملکردی خود را گزارش کرد. این شرکت به عنوان یکی از پیشگامان صنعت بیمه در ایران، در سال ۱۴۰۳، در دو ماهه نخست این سال دستاوردهایی در شاخص‌های مختلف بیمه‌ای را دریافت کرد. بر اساس گزارش منتشر شده در سامانه کدال، این شرکت در این مدت ۸۲۳ میلیارد تومان حق بیمه صادر کرده که در مقایسه با حق بیمه ۴۵۶ میلیارد تومانی در دوره مشابه سال گذشته، رشدی ۸۰ درصدی را نشان می‌دهد. علاوه بر این میزان خسارت پرداختی بیمه ملت در دو ماهه نخست سال ۱۴۰۳ با ۷ درصد کاهش به ۲۶۲ میلیارد تومان رسیده است.
بیمه ملت در این مدت، کاهش نسبت خسارت به کمتر از ۳۲ درصد این نسبت در دو ماهه اول سال ۱۴۰۲ بیش از ۶۱ درصد بود که نشان‌دهنده بهبود قابل توجه در عملکرد بیمه‌گری و مدیریت ریسک این شرکت است. شایان ذکر است که متوسط نسبت خسارت کل صنعت بیمه در پایان فروردین ماه ۱۴۰۳، طبق آمارهای منتشره بیمه مرکزی ج.ا.ا، بیش از ۴۶ درصد بوده است.